# BMW V12 LMR
La BMW V12 LMR est une voiture de course de type Sport-prototypes « barquette » (ouverte) utilisée en 1999 et 2000. Elle a remporté les 24 Heures du Mans 1999.

## Genèse et carrière en course
Évolution de la BMW V12 LM construite pour les 24 Heures du Mans 1998 et développée en coopération entre BMW et Williams Engineering, elle remporte l'édition 1999 à la vitesse moyenne de 206,999 km/h après un âpre duel face à la Toyota GT-One rescapée. 
La BMW V12 LMR participe aussi à l'American Le Mans Series 1999 et termine deuxième du classement général derrière Panoz. 
En 2000, le BMW Motorsport engage deux voitures pour l'ALMS 2000, mais les deux voitures ne sont jamais en mesure de lutter face aux Audi R8.

## Apparitions dans des jeux vidéo
La V12 LMR apparaît dans les jeux vidéo Forza Motorsport 4, Forza Motorsport (2023), Total Immersion Racing, Gran Turismo 5, Gran Turismo 6 ainsi que dans Project Cars 1 et 2.